# Swiss Open Gstaad 2023
Swiss Open Gstaad 2023, oficiálně EFG Swiss Open Gstaad 2023, byl tenisový turnaj na mužském profesionálním okruhu ATP Tour hraný v areálu s centrální arénou Roye Emersona. Padesátý pátý ročník Swiss Open probíhal mezi 17. až 23. červencem 2023 ve švýcarském Gstaadu na otevřených antukových dvorcích.
Turnaj dotovaný 630 735 eury patřil do kategorie ATP Tour 250. Nejvýše nasazeným hráčem ve dvouhře se stal dvacátý třetí tenista světa Roberto Bautista Agut ze Španělska, kterého ve druhém kole vyřadil Cachín. Jako poslední přímý účastník do singlové soutěže nastoupil francouzský 78. hráč žebříčku Benjamin Bonzi.
V důsledku invaze Ruska na Ukrajinu na konci února 2022 řídící organizace tenisu ATP, WTA a ITF s grandslamy rozhodly, že ruští a běloruští tenisté mohli dále na okruzích startovat, ale do odvolání nikoli pod vlajkami Ruska a Běloruska.
První titul na okruhu ATP Tour získal 28letý Argentinec Pedro Cachín, jenž vyhrál ve dvouhru. V probíhající sezóně se stal pátým šampionem, který vybojoval debutovou kariérní trofej. Čtyřhru ovládli Švýcaři hrající na divokou kartu, Dominic Stricker se Stanem Wawrinkou, kteří si odvezli premiérovou společnou trofej.

## Rozdělení bodů a finančních odměn

### Rozdělení bodů
| Soutěž       | Soutěž | vítězové | finalisté | semifinalisté | čtvrtfinalisté | 16 v kole | 32 v kole | Q  | Q2 | Q1 |
| ------------ | ------ | -------- | --------- | ------------- | -------------- | --------- | --------- | -- | -- | -- |
| dvouhra mužů | [ 1 ]  | 250      | 150       | 90            | 45             | 20        | 0         | 12 | 6  | 0  |
| čtyřhra mužů | [ 5 ]  | 250      | 150       | 90            | 45             | 0         | —         | —  | —  | —  |

### Finanční odměny
| Soutěž                                  | Soutěž      | vítězové | finalisté | semifinalisté | čtvrtfinalisté | 16 v kole | 32 v kole | Q2      | Q1      |
| --------------------------------------- | ----------- | -------- | --------- | ------------- | -------------- | --------- | --------- | ------- | ------- |
| dvouhra mužů                            | [ 1 ] [ 6 ] | 85 605 € | 49 940 €  | 29 355 €      | 17 010 €       | 9 880 €   | 6 035 €   | 3 020 € | 1 645 € |
| čtyřhra mužů                            | [ 5 ]       | 29 740 € | 15 910 €  | 9 330 €       | 5 220 €        | 3 070 €   | —         | —       | —       |
| částky ve čtyřhrách jsou uvedeny na pár |             |          |           |               |                |           |           |         |         |

## Mužská dvouhra

### Nasazení
| Stát                            | Hráč                    | ATP | Nasazení |
| ------------------------------- | ----------------------- | --- | -------- |
| Španělsko                       | Roberto Bautista Agut   | 23. | 1.       |
| Srbsko                          | Miomir Kecmanović       | 41. | 2.       |
| Itálie                          | Lorenzo Sonego          | 42. | 3.       |
| Německo                         | Yannick Hanfmann        | 45. | 4.       |
| Čína                            | Čang Č’-čen             | 52. | 5.       |
| Španělsko                       | Roberto Carballés Baena | 57. | 6.       |
| Švédsko                         | Mikael Ymer             | 59. | 7.       |
| Srbsko                          | Laslo Djere             | 60. | 8.       |
| Žebříček ATP k 3. červenci 2023 |                         |     |          |

### Jiné formy účasti
Následující hráči obdrželi divokou kartu do hlavní soutěže:
- Fabio Fognini
- Alexander Ritschard
- Dominic Stricker

Následující hráči postoupili z kvalifikace:
- Facundo Bagnis
- Zizou Bergs
- Hamad Medjedović
- Jurij Rodionov

Následující hráč postoupil z kvalifikace jako šťastný poražený:
- Otto Virtanen

### Odhlášení
před zahájením turnaje
- Félix Auger-Aliassime → nahradil jej  Arthur Rinderknech
- Jiří Lehečka → nahradil jej  Jaume Munar
- Denis Shapovalov → nahradil jej  Stan Wawrinka
- Jan-Lennard Struff → nahradil jej  Dominic Thiem
- Mikael Ymer → nahradil jej  Otto Virtanen

## Mužská čtyřhra

### Nasazení
| Stát                                                                       | Hráč              | Stát       | Hráč             | ATP  | Nasazení |
| -------------------------------------------------------------------------- | ----------------- | ---------- | ---------------- | ---- | -------- |
| Brazílie                                                                   | Marcelo Demoliner | Nizozemsko | Matwé Middelkoop | 81.  | 1.       |
| Francie                                                                    | Sadio Doumbia     | Francie    | Fabien Reboul    | 91.  | 2.       |
| Nizozemsko                                                                 | Robin Haase       | Rakousko   | Philipp Oswald   | 99.  | 3.       |
| Monako                                                                     | Romain Arneodo    | Rakousko   | Sam Weissborn    | 105. | 4.       |
| Žebříček ATP k 3. červenci 2023; číslo je součtem umístění obou členů páru |                   |            |                  |      |          |

### Jiné formy účasti
Následující páry obdržely divokou kartu do hlavní soutěže:
- Mika Brunold /  Kilian Feldbausch
- Dominic Stricker /  Stan Wawrinka

Následující pár nastoupil z pozice náhradníka:
- Zizou Bergs /  Jurij Rodionov

### Odhlášení
před zahájením turnaje
- Sriram Baladži /  Džívan Nedunčežijan → nahradili je  Sriram Baladži /  Čang Č’-čen
- Roberto Carballés Baena /  Luis David Martínez → nahradili je  Zizou Bergs /  Jurij Rodionov
- Jamie Murray /  Michael Venus → nahradili je  Boris Arias /  Federico Zeballos
- Petros Tsitsipas /  Sem Verbeek → nahradili je  Arthur Rinderknech /  Sem Verbeek

## Přehled finále

### Mužská dvouhra
- Pedro Cachín vs.  Albert Ramos-Viñolas, 3–6, 6–0, 7–5

### Mužská čtyřhra
- Dominic Stricker /  Stan Wawrinka vs.  Marcelo Demoliner /  Matwé Middelkoop, 7–6(10–8), 6–2